# Deutsche Aerobic-Meisterschaften 2024
Die Deutschen Aerobic-Meisterschaften 2024 bezeichnen die einzelnen Wettbewerbe Deutsche Meisterschaften Aerobicturnen, Deutsche Jugendmeisterschaften Aerobicturnen, Bundesfinale AeroStep und Turn-Talentschulpokal 2024 welche zusammen vom 8. bis 9. Juni 2024 in Riesa in der WT Energiesysteme Arena ausgetragen und vom Deutschen Turner-Bund organisiert wurden.
Insgesamt haben 298 Athleten aus 27 Vereinen teilgenommen, davon 77 Teilnahmen in Rahmenwettkämpfen, 193 in den Jugendmeisterschaften und 72 in den regulären Deutschen Meisterschaften. In der Erwachsenenklasse der Meisterschaften wurden die Kategorien Einzel der Frauen, Duo, Trio, 4–5er Team und Dance im 6–12er Team angeboten, andere übliche Kategorien wie das Einzel der Männer oder auch das Dance im 3–5er Team sind aufgrund von geringer Meldezahlen entfallen oder wurden in jüngeren Altersklassen zusammengelegt.

## Medaillengewinner
Aufgelistet sind ausschließlich Medaillengewinner der Wettbewerbe mit Meisterschaftscharakter für die Altersklasse der Erwachsenen.
| Kategorie           | Gold | Punkte | Silber | Punkte | Bronze | Punkte |
| ------------------- | --- | ------ | --- | ------ | --- | ------ |
| Einzel (Frauen)     | Cosma Müller (SSV Ulm 1846) | 19,350 | Charlotte Densch (Blau-Weiss Buchholz)                                                                                             | 19,150 | Anina Otto (TK Hannover)                                                                                            | 18,300 |
| Duo                 | Dajana Näveke, Nils Angerstein (MTV Wolfenbüttel)                                                                                                   | 18,500 | Annelie Both, Charlotte Densch (Blau-Weiss Buchholz)                                                                               | 16,500 | Anna Lienesch, Lina Krömer (TV Ibbenbüren)                                                                          | 14,950 |
| Trio                | Kim Ellen Trennepohl, Luka Lea Otte, Nils Angerstein (SV Greven)                                                                                    | 18,972 | Alina Köcher, Jannika Puschendorf, Jessika Lippoldt (ATV Eisenberg)                                                                | 17,914 | Anina Otto, Leonora Nixdorf, Yelizaveta Gerasimova (TK Hannover)                                                    | 17,282 |
| 4–5er Team          | Cosma Müller, Daria Frey, Eva Gehring, Jana Kessler, Pauline Ullrich (SSV Ulm 1846)                                                                 | 17,617 | Jolina Herfort, Lilja Hentschel, Maja Borchardt, Romy Utech, Tabea Baumann (SC Berlin)                                             | 17,544 | Anika Lehmann, Anne Uhlig, Antonia Neubert, Jule Bertone, Maja von Hagen (GAV Mahlow)                               | 12,476 |
| Dance (6–12er Team) | Alina Köcher, Celine Neumann, Isabella Witzke, Jolina Herfort, Leonie Steffen, Marie Wycisk, Pauline Richter, Yelizaveta Gerasimova (ESV Lok Riesa) | 16,000 | Anna Lienesch, Charlotte Lienesch, Franziska Elisa Meyer, Klara Liedmeier, Lina Herkenhoff, Lina Krömer, Lina Viße (TV Ibbenbüren) | 15,330 | Angelina Rutz, Emma Frohberg, Fanny Starke, Hermine Walda, Jennifer Seyring, Julia Degner, Lydia Herrmann (ATZ Ost) | 15,250 |